# Ray Anthony
Ray Anthony, nato Ray Antonini (Bentleyville, 20 gennaio 1922), è un trombettista, paroliere e attore statunitense di origini italiane.

## Biografia
A 5 anni Anthony si trasferì con la sua famiglia a Cleveland dove cominciò a studiare la tromba con suo padre Guerrino (o Quirino) Antonini, che era nato a San Demetrio ne' Vestini (L’Aquila) ed era emigrato in America nel 1914.
Anthony suonò con l'orchestra di Glenn Miller dal 1940 al 1941, prima di arruolarsi nella Marina americana, durante la Seconda guerra mondiale. Dopo la guerra formò il suo gruppo musicale: la Ray Anthony Orchestra, che divenne molto popolare negli anni cinquanta, con incisioni che includono le canzoni classiche ballabili come The Bunny Hop e Hokey Pokey, nonché il tema musicale della serie televisiva Dragnet.
Dal 1953-1954 Anthony fu il direttore musicale della serie televisiva TV's Top Tunes, e apparve nel film Papà Gambalunga (1955), interpretato da Fred Astaire. Nello stesso anno sposò il sex symbol dell'epoca, l'attrice Mamie Van Doren, e intraprese una breve carriera d'attore. Apparve infatti in diversi film durante gli anni cinquanta, tra cui I cinque penny (1959), in cui fece la parte di Jimmy Dorsey) e Operazione segreta (1958) e Girls Town (1959), entrambi a fianco della Van Doren.
Anthony divorziò dalla Van Doren nel 1961, mentre la sua breve carriera d'attore terminava. Proseguì comunque il suo percorso artistico musicale ed ebbe un altro successo discografico con il tema della serie televisiva Peter Gunn, composto da Henry Mancini, anche lui musicista d'origini abruzzesi.
Anthony è stato onorato con una stella nel Hollywood Walk of Fame.
Al 2006, risultava ancora attivo come bandleader e musicista.

## Discografia parziale
- 1951 - Arthur Murray Favorites - Fox Trots (Capitol Records, H-258)
- 1951 - Houseparty Hop (Capitol Records, H/T-292)
- 1953 - Campus Rumpus! (Capitol Records, H/T-362)
- 1953 - The Young Man with the Horn (Capitol Records, H/T-373)
- 1953 - Ray Anthony Concert (Capitol Records, EAP-1-406)
- 1953 - The Anthony Choir (Capitol Records, H/T-442)
- 1954 - I Remember Glenn Miller (Capitol Records H/T-476)
- 1954 - Ray Anthony Plays for Dancing (Capitol Records, EAP-1-504)
- 1954 - Dixie Parade (Capitol Records, EAP-1-539)
- 1955 - Arthur Murray Swing Fox Trots (H/T-546)
- 1955 - Golden Horn (Capitol Records, T-563)
- 1955 - Daddy Long Legs (Capitol Records, EAP-1-597)
- 1955 - Swingin' on Campus! (Capitol Records, T-645)
- 1955 - Standards by Ray Anthony (Capitol Records, T-663)
- 1955 - Ray Anthony's Big Band Dixieland (Capitol Records, T-678)
- 1956 - Plays for Dream Dancing (Capitol Records, T/ST-723)
- 1956 - Jam Session at the Tower (Capitol Records, T-749)
- 1957 - Ray Anthony Plays for Dancers in Love (Capitol Records, T-786)
- 1957 - Plyas for Star Dancing (Capitol Records, T-831)
- 1957 - Young Ideas (Capitol Records, T/ST-866)
- 1957 - This Could Be the Night (MGM Records, MGM C 761)
- 1957 - Moments Together (Capitol Records, T-917)
- 1958 - The Dream Girl (Capitol Records, T-969)
- 1958 - Dancing Over the Waves (Capitol Records, T/ST-1028)
- 1958 - Ray Anthony Plays Steve Allen (Capitol Records, T-1086)
- 1959 - Anthony Italiano (Capitol Records, T-1149)
- 1959 - Sound Spectacular (Capitol Records, T/ST-1200)
- 1959 - More Dream Dancing (Capitol Records, T/ST 1252)
- 1960 - Like Wild! (Capitol Records, T/ST 1304)
- 1960 - Dancing Alone Together (Capitol Records, T/ST 1420)
- 1960 - The New Ray Anthony Show (Capitol Records, T/ST 1421)
- 1960 - The Hits of Ray Anthony (Capitol Records, T-1477)
- 1961 - That's Show Biz! (Capitol Records, T/ST-1496)
- 1961 - Swing, Dance, Dream to the Unsinkable Molly Brown (Capitol Records, T/ST-1576)
- 1961 - Dream Dancing Medley (Capitol Records, T/ST 1608)
- 1962 - The Twist (Capitol Records, T/ST 1668)
- 1962 - Worried Mind (Capitol Records, T/ST 1752)
- 1962 - I Almost Lost My Mind (Capitol Records, T/ST 1783)
- 1963 - Smash Hits of '63 (Capitol Records, T/ST 1917)
- 1964 - Charade and Other Top Themes (Capitol Records, T/ST 2043)
- 1964 - My Love, Forgive Me (Amore, scusami) (Capitol Records, T/ST 2150)
- 1964 - Swim, Swim, C'mon, Let's Swim (Capitol Records, T/ST 2188)
- 1966 - Dream Dancing Today (Capitol Records, T/ST 2457)
- 1966 - Hit Songs to Remember (Capitol Records, T/ST 2530)
- 1966 - Recorded Live in Las Vegas (Regal Records, SREG 2003)
- 1967 - Today's Trumpet (Capitol Records, T/ST 2750)
- 1968 - Ray Anthony Now (Ranwood Records, R-8033)
- 1969 - Lo mucho que te quiero (Ranwood Records, R-8046)
- 1969 - Love Is for the Two of Us (Ranwood Records, R-8059)
- 1970 - I Get the Blues When It Rains (Ranwood Records, RLP-8082)
- 1971 - Direction '71 - My Sweet Lord (Ranwood Records, R-8078)
- 1972 - Dream Dancing...Around the World! (Aero Space Records, RA 1007)
- 1975 - Great Golden Hit (Ranwood Records, R-8153)
- 1978 - Touch Dancing (Aero Space Records, RA-1008)

## Filmografia

### Attore
- The Eddie Cantor Comedy Theater – serie TV, episodio 1x30 (1955)
- Papà Gambalunga (Daddy Long Legs), regia di Jean Negulesco (1955)
- Operazione segreta (High School Confidential!), regia di Jack Arnold (1958)
- Questa è la mia donna (Night of the Quarter Moon), regia di Hugo Haas (1959)
- I cinque penny (The Five Pennies), regia di Melville Shavelson (1959)
- The Beat Generation, regia di Charles F. Haas (1959)
- Corruzione nella città (The Big Operator), regia di Charles F. Haas (1959)
- Girls Town, regia di Charles F. Haas (1959)

### Musicista
- Papà Gambalunga (Daddy Long Legs), regia di Jean Negulesco - Thunderbird (1955)